# Rio Taperoá
Rio Taperoá är ett periodiskt vattendrag i Brasilien.   Det ligger i delstaten Paraíba, i den östra delen av landet, 1 600 km nordost om huvudstaden Brasília.
Omgivningarna runt Rio Taperoá är en mosaik av jordbruksmark och naturlig växtlighet. Runt Rio Taperoá är det glesbefolkat, med 10 invånare per kvadratkilometer.